# سواد بن غزية
سَوَاد بن غَزِيَّة الأنصاري من بني عدي بن النجار هو صحابي شهير عند المسلمين بقصة معانقته للنبي محمد ﷺ وتقبيل بطنه في غزوة بدر الكبرى بعدما وخزه النبي لتسوية الصفوف، وهو الذي أسر خالد بن هشام المخزومي يوم معركة بدر. شهد بدراً وأحداً والخندق والمشاهد كلها مع النبي.

## اسمه ونسبه
هو سَواد بن غَزِيَّّة بن وهب بن بليّ بن عمرو بن الحاف بن قُضاعة، وقيل سوادة، وقيل غزية بن سواد، ووقع في بعض النسخ عند الدارقطني سَوَّاد بن غَزِية والصواب سَواد بتخفيف الواو. وحكى السهيلي تشديدها. هو من الأنصار من بني عدي بن النجار، وقيل هو بَلَوي حليف الأنصار.

## قصته في غزوة بدر
ذُكر في سيرة ابن هشام: «كان صلى الله عليه وسلم في بدرٍ يعدِّل الصُّفوف، ويقوم بتسويتها؛ لكي تكون مستقيمةً، متراصةً؛ وبيده سَهْمٌ لا ريش له، يُعَدِّل به الصَّف، فرأى رجلاً اسمه سَوَّاد بن غَزِيَّة وقد خرج من الصَّفِّ، فوكزه صلى الله عليه وسلم في بطنـه، وقال لـه: «استوِ يا سَوَّاد» فقال: يا رسولَ الله أَوْجَعْتَنِي! وقـد بعثك الله بالحـقِّ والعـدل، فأَقِدْني، فكشف رسول الله صلى الله عليه وسلم عن بطنه، وقال: «استَقِدْ»، فاعتنقه، فقبَّل بطنه، فقال: «ما حملك على هذا يا سَوَّاد!» قال: يا رسولَ الله حضر ما ترى؛ فأردت أن يكون آخر العهد بك أن يمسَّ جلدي جلْدَك. فدعا له رسول الله بخير.»
فشهد بَدْرًا، وهو الذي أسر خالد بن هشام المخزومي. وقد ذكره محمد بن سعد البغدادي في اثني عشر رجلًا في "طبقات البدريين من المهاجرين والأنصار"؛ من بني عديّ بن النجّار، وهم: حارثة بن سُراقة، وعمرو بن ثعلبة، ومُحْرِز بن عامر، وسَلِيط بن قيس، وأبو سَلِيط، وعامر بن أميّة، وثابت بن خَنْسَاء، وقيس بن السَّكَن، وأبو الأعور، وحَرام بن مِلْحان، وسُليم بن مِلْحان، وسَواد بن غَزِيَّة، وهو حليف لهم.

## إمارته على خيبر
بعثه النبي محمد وأمّرَهُ على خيبر بعد أن فتحها المسلمون، فأتى النبي بتمر جَنِيب قد أخذ منه صاعًا بصاعين من الجمع.